# Паскуди (Люблінське воєводство)
Паскуди (пол. Paskudy) — село в Польщі, у гміні Улян-Майорат Радинського повіту Люблінського воєводства.
Населення — 408 осіб (2011).
У 1975-1998 роках село належало до Білопідляського воєводства.

## Демографія
Демографічна структура станом на 31 березня 2011 року:
|          | Загалом | Допрацездатний вік | Працездатний вік | Постпрацездатний вік |
| -------- | ------- | ------------------ | ---------------- | -------------------- |
| Чоловіки | 215     | 54                 | 138              | 23                   |
| Жінки    | 193     | 42                 | 106              | 45                   |
| Разом    | 408     | 96                 | 244              | 68                   |